# جون أمير أنطاكية
انفانتي جواو، أمير أنطاكية (1457-1431) هو الأبن الثاني لـ بيدرو دوق كويمبرا وإيزابيلا من أورغل .

## سيرته
شارك جواو مع والده في معركة ألفاروبيرا، بحيث خسر والده المعركة أمام جيش الملكي البرتغالي.
تم حبسه بعد وفاة والده في المعركة وتنفيذاً لأوامر عمته إيزابيلا، تم إرساله إلى بورغندي، جنباً إلى جنب مع أشقائه بيدرو وبياتريس، بحيث كانت عمته إيزابيلا دوقة بورغندي من خلال زواجها فيليب الطيب، في عام 1456 اختير كـ فارس الصوف الذهبي.
في عام 1456 تزوج من شارلوت من قبرص ومنح له لقب أمير أنطاكية ، تم تسميمه في العام التالي بناء على أوامر حماته هيلانة بالايولوغوسينا.
دفن في نيقوسيا، وقبره يحمل شعاره الفريد.

## شعاره

شعار انفانتي جواو من كويمبرا، أمير أنطاكية.

بعد زواجه من شارلوت، أنشئ جواو شعار فريد، بحيث جمع شعار مربع أول على يسار شعار مملكة بيت المقدس، والثاني شعار والده الوصي بحيث كان خليط من شعار مملكة البرتغال-إنجلترا، والثالث حمل شعار مملكة أرمينيا، ورابع مملكة قبرص، وعلى أحضانها شعار أسرة لوزينيان.